# Mastaba AS 54
Mastaba AS 54 je starověká egyptská hrobka (mastaba) z období 3. dynastie. Nachází se v jižním Abúsíru. Byla objevena a odkryta v letech 2009 až 2010. Není jisté, kdo byl v mastabě pohřben.

## Popis
Mastaba byla po svém dokončení velká přibližně 100 × 200 metrů. Celá stavba byla vystavěna ze sušených cihel. Ve východní fasádě mastaby poblíž severovýchodního rohu se nacházela nika s dvěma ústupky. Původně křížová kaple stojící v jihovýchodní polovině nadzemní části mastaby byla později změněna na kultovní kapli obdélníkového půdorysu s nepravými dveřmi v západní stěně. Podél východní fasády stála silná ohradní zeď ze sušených cihel, která byla zdobená nikami. Pohřební komora se nacházela v severní části a vcházelo se do ní chodbou, jež začínala u dna 13 metrů hluboké šachty. Komora byla vytesaná do nekvalitního vápencového podloží a vchod do ní byl zakryt vápencovým blokem. V západní stěně komory byl výklenek, ve kterém byl uložen pohřeb. V substruktuře mastaby bylo nalezeno mnoho kamenných nádob včetně magnezitové mísy s nápisem: král Horního a Dolního egypta, Hunej. Na základě tohoto nálezu existují domněnky, že zde byl faraon Hunej pohřben, žádné přímé důkazy pro tuto teorii však neexistují a jméno majitele hrobu proto dosud zůstává neznámé. V jižní straně hrobky byla nalezena dřevěná loď. Toto plavidlo měří 18 metrů na délku a 2 metrů na šířku. Loď byla zavátá pískem a její stáří se odhaduje na 4500 let. Její konstrukce je z prken, které jsou pospojovány čepy.